# 2019年埃及修憲公投
2019年埃及修憲公投在2019年4月20日至22日一連三日在埃及舉行，居於海外的埃及國民則在同月19日至21日期間投票。根據憲法，時任總統阿卜杜勒-法塔赫·塞西不能再度參選競逐連任，即其任期將於2022年結束。因此，是次憲法修正案將會容許總統塞西留任至2030年。
修憲最終獲得88.83%支持票大比數通過；投票率為44%。

## 修憲內容
2019年4月16日，埃及國會通過修改憲法，22名国会议员反對修憲，另外1名議員棄權。有關修訂將需要在30日內交予國民由公投決定。
修改的憲法內容包括：

### 總統
- 總統任期由4年延長至6年（第140條）
- 延長塞西的現屆任期，並容許其競逐多一個總統任期（第241條）
- 恢復在2012年被廢除的總統任命副總統的權力[3]
- 加強總統對司法機構的權力，總統將會成為高級司法機構委員會的主席（第185條、189條、193條）
- 總統有權任命檢察官和司法機構領導人，以及直接任命最高憲法法院院長[6]

### 軍方
- 指明軍方應該「維護憲法和民主，維護國家的基本支柱及其民事性質，維護人民的利益，維護個人的權利和自由」（第200條）
- 國防部長的任命將需要軍方同意（第204條）[3]

### 國會
- 國會將會改行兩院制
- 2014年被廢除的协商会议將以「參議院」的名義重新成立，其中120席由選舉選出，另外60席由總統任命
- 眾議院（英语：Parliament_of_Egypt#House_of_Representatives）的議席由596席減至450席，其中最少112席預留予女性（第102條）[6]

## 陣營
修憲獲得自由埃及人党國會議員穆罕默德·阿布·哈米德支持，他表示塞西需要更多時間才可令改革持續進行。
國會的社會主義人民聯盟黨、埃及社会民主党、憲法黨、改革發展黨、自由埃及黨、埃及社會黨、民族聯合黨、保守黨、尊嚴黨及來自廿五三十聯盟的國會議員在2019年2月5日共同成立「保衛憲法聯盟」，他們都是反對是次修憲的政黨。保衛憲法聯盟三管齊下（收集簽名、創建「媒體平台」、通過法律程序反對修憲），希望國民否決修憲。憲法黨成員哈立德·達烏德斥責這次修憲是塞西「集權」，公民民主運動亦發聲反對修憲。革命社会主义者及阿拉伯民主納賽爾主義黨等政黨和組織都反對修憲。
国际法律家委员会呼籲埃及國民否決修憲，指出第140條的修訂違反第226條牢固確立的條款：
|                   | 除非修正案帶來更多保障，否則有關重新選舉共和國總統的條文……不得修改 |
| ——埃及憲法第226條 |                                                                    |

示威者在4月第一個星期成立「無效」（Bātil）組織，發起行動反對修憲。不過，當局在組織收集到超過6萬個反修憲簽名後便封鎖組織的網站。根據NetBlocks，政府最終封鎖了超過3萬4千個網域，意圖扼殺反修憲的網上聲音。
阿拉伯監察器指出，有一個秘密的基層組織懸掛橫幅並塗鴉，以示對修憲的反對，但最終面臨政府的壓逼。
政治分析員和專欄作家馬吉德·萬多（Maged Mandour）總結：「是次修憲將會重新繪寫埃及的政治制度，三權分立和軍方置於民選政府之下的情況再也不存在。埃及將成為名副其實的軍事獨裁政府」。

## 結果
| 選項               | 得票       | %      |
| ------------------ | ---------- | ------ |
| 支持               | 23,416,741 | 88.83  |
| 反對               | 2,945,680  | 11.17  |
| 有效票             | 26,362,421 | 96.94  |
| 無效票／白票       | 831,172    | 3.06   |
| 總數               | 27,193,593 | 100.00 |
| 已登記選民／投票率 | 61,344,503 | 44.33  |
| 資料來源：         |            |        |

## 回應
公投結果公布後數分鐘，塞西在推特上感謝埃及人投下支持票：
|                        | 埃及人參與公投的美妙一幕……將會被記載在我國的歷史紀錄。 |
| ——阿卜杜勒-法塔赫·塞西 |                                                        |

《新阿拉伯人报》報導：很多親政府媒體、商人和國會議員都提供免費接送和施捨食物，務求推高投票率和支持票率。當局亦威脅將會向杯葛一連三日公投的任何人處以罰款。」國際特赦組織和国际法律家委员会曾經呼籲埃及政府放棄修改憲法，「因為（修憲）將會削弱司法獨立和擴大對平民的軍事審判。一旦通過修憲，法治精神將被降低，進一步侵蝕公平審判的保障，並使武裝部隊成員犯下有罪不罰現象。」
《德国之声》阿拉伯文社論版上，埃及傑出作家阿拉·艾厄斯環尼提出證據證明公投是「無效、違憲和不民主」，形容塞西是一名「對人們進行前所未有的鎮壓的軍事獨裁者。」